# Скляр Микола
Не плутати з іншими отаманами, що носили псевдо Чорний Ворон
Ми́кола Скля́р (псевдонім Чорний Ворон), (?, м. Жовті Води, Катеринославської губ. — жовтень 1920, с. Розумівка Чигиринського пов. Київської губ., тепер Олександрівський р-н Кіровоградської обл.). — військовий діяч часів УНР, повстанський отаман (1919—1920), командир кавалерійського полку, другий помічник командувача Кримського корпусу Повстанської армії Нестора Махна, командир ударно-розвідувального загону Степової дивізії Костя Блакитного (серпень-жовтень 1920).

## Біографічні відомості
Микола Скляр (Шкляр) — отаман Чорний Ворон, народився у Жовтих Водах.
Навчався в Катеринославському гірничому інституті.
У травні-липні 1919 року взяв участь у повстанні отамана Матвія Григор'єва проти «комуни і чрезвичайок».
З серпня 1919 року — сотник Повстанської армії Нестора Махна. Невдовзі Скляр стає другим помічником командувача Кримського корпусу Повстанської армії, згодом — командиром кавалерійського полку.
«Называл себя анархистом, но в организации не состоял… Петлюровец», — таку оцінку Чорному Ворону дав начальник штабу Повстанської армії (махнівців) В. Бєлаш.
Від середини 1920 року Чорний Ворон — командир ударно-розвідувального загону Степової дивізії Костя Блакитного. Ударно-розвідувальний загін Степової дивізії складався зі 150—250 кінних і 20 тачанок із кулеметами.
Загін Чорного Ворона складався переважно з колишніх махновців, які покинули чорні прапори й перейшли під синьо-жовті. Воронівці мали добрий досвід партизанської боротьби. Були серед найкращих підрозділів Степової дивізії.
Разом зі Степовою дивізією визволяв південь і центр України від більшовиків.
Після з'єднання Степової дивізії з загонами отаманів Холодного Яру, 24 вересня 1920 року в Медведівці, був присутній на раді отаманів, в ній узяли участь командири Степової дивізії, отамани Холодного Яру, Чорного Лісу, інших регіонів. На цій нараді Костя Блакитного було обрано Головним отаманом усіх повстанських загонів Холодного Яру і околиць.
Отамани, зібравши понад тридцять тисяч козаків-повстанців, почали обговорювати можливість походу на Київ — щоб вибити більшовиків зі столиці УНР. Особливо наполягав на цій ідеї Чорний Ворон. Та все ж більшість отаманів не хотіли відриватися далеко від своїх околиць. Тому вирішено було залишатися в тилу Красної армії, руйнувати її комунікації та нищити живу силу.
На той час повстанці Поділля, Холодного Яру, Херсонщини, Катеринославщини, Уманщини, Таращанщини повністю нейтралізували на своїй території діяльність Красної армії.
Восени 1920 року, після підписання мирного договору з Польщею у більшовиків з'явилась можливість перегрупувати сили і спрямувати Кінну армію Будьонного на південь України.
Невдовзі до степовиків дійшли чутки, що будьонівці палять їхні села, розстрілюють родини повстанців. Козаки почали вимагати від отамана вести їх назад — виручати рідних.
В жовтні 1920 року Кость Блакитний склав із себе повноваження Головного отамана Холодного Яру та вирушив у Катеринославську губернію на чолі Степової дивізії.
В середині жовтня — в районі с. Сентова маршрут Степової дивізії перетнувся з маршрутом Кінної армії Будьонного, що із заходу йшла на південь України для боротьби з Врангелем. Командир ударно-розвідувального загону Степової дивізії Чорний Ворон першим зустрів ворога. Вміло скерувавши свій загін, відволікши близько двох тисяч будьонівців, Чорний Ворон повів їх у протилежний від Степової дивізії бік. В нерівному бою отаман Чорний Ворон і більшість бійців його загону загинули.
Але тактичної мети було досягнуто: відволікши своїм нападом увагу, вони дали можливість Степовій дивізії вийти в район свого формування (Верблюжка — Варварівка — Водяне — Петрове) і захистити своїх рідних від червоного терору.